# Lista do patrimônio histórico em Rondônia
Essa é uma sublista da lista do patrimônio histórico no Brasil para o estado brasileiro de Rondônia.
| Município     | Monumento ou obra       | Esfera do tombamento | Uso atual | Ano do tombamento |
| ------------- | ----------------------- | -------------------- | --------- | ----------------- |
| Costa Marques | Forte Príncipe da Beira | Federal              | —         | 1950              |

## Fonte
- IPHAN. Arquivo Noronha Santos